# Joc arcade

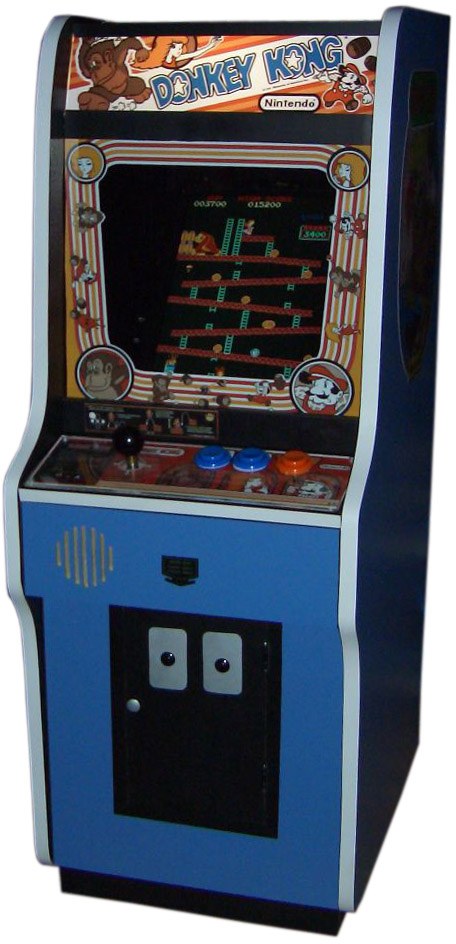
Arcade Donkey Kong la QuakeCon 2005

Un joc arcade este un dispozitiv folosit pentru divertisment care funcționează cu monede, de obicei instalat în locuri publice, cum ar fi restaurante, baruri și, în special, locuri de divertisment. Cele mai multe jocuri arcade sunt jocuri video, jocuri de pinball sau jocuri electro-mecanice.
Epoca de aur a jocurilor video arcade a durat de la sfârșitul anilor 1970 până la mijlocul anilor 1990. În timp ce jocurile arcade erau încă relativ populare la sfârșitul anilor 1990, această metodă de divertisment a intrat într-un declin continuu de popularitate în Occident, odată cu trecerea consolelor de jocuri video pentru acasă  de la grafica 2D la grafica 3D. 

## Legături externe
- The Video Arcade Preservation Society
- System 16 – The Arcade Museum
- Arcade History (Coin-Op Database)
- The Museum of Soviet Arcade Games Arhivat în 15 septembrie 2010, la Wayback Machine. (blog article)

## Vezi și
- Lista jocurilor video arcade
- Arcade (film)